# Bongmyeong (métro de Séoul)
Bongmyeong (hangeul : 봉명 ; hanja : 鳳鳴) est une station de passage de la ligne 1 du métro de Séoul. Elle est située au 51 Chadol-ro, dans le quartier Bongmyeong-dong de l'arrondissement Dongnam-gu de la ville Cheonan-si, dans la province Chungcheongnam-do, au sud-ouest de la ville de Séoul en Corée du Sud.
La station du métro ouvre en 2008. Elle est desservie par les rames de services omnibus et express de la ligne 1.

## Situation sur le réseau

Plan du réseau (2023)

La station en surface Bongmyeong est une station de passage de la ligne 1 du métro de Séoul, entre la station Cheonan en direction du terminus nordest Yeoncheon, et la station Ssangyong, en direction du terminus sud-ouest Sinchang.
Elle est également établie au point kilométrique (pk) 1,3 de la ligne Janghang dont les circulations la traverse sans arrêt.

## Histoire
La station Bongmyeong est mise en service le 15 décembre 2008 sur la ligne 1 du métro de Séoul,,, lors de l'ouverture du prolongement de Cheonan à Sinchang.

## Services aux voyageurs

### Accès et accueil
La station est accessible par le 51 Chadol-ro, dans le quartier Bongmyeong-dong.

### Desserte
Bongmyeong: est desservie par les rames de services omnibus et express de la ligne 1.

Installations
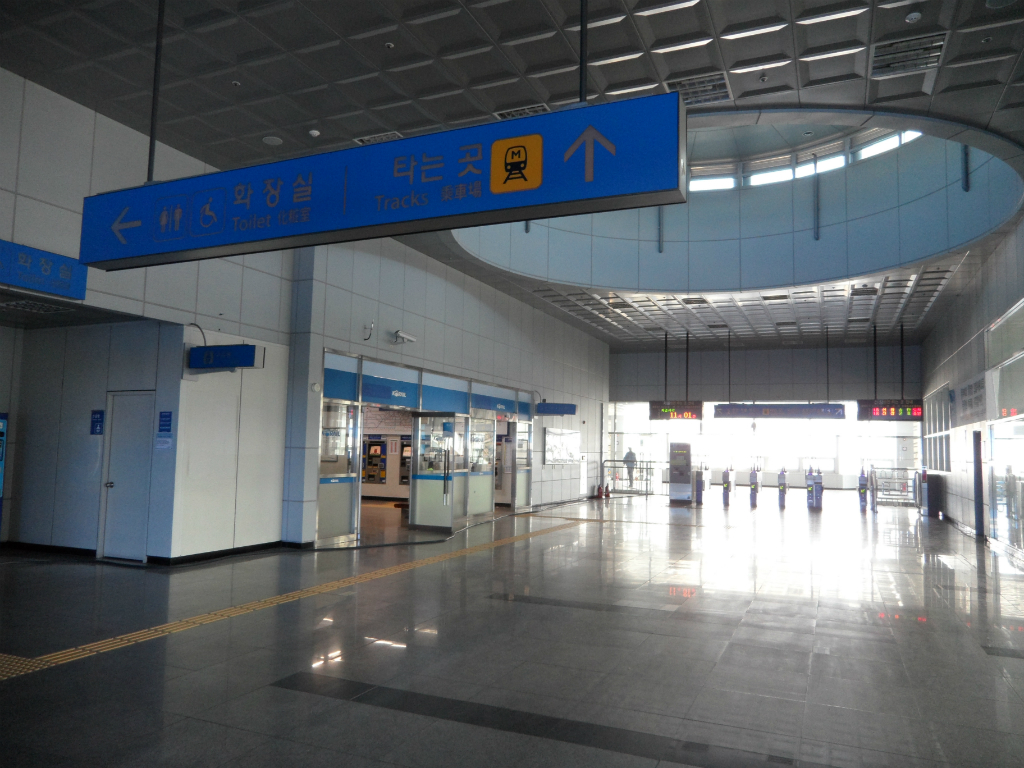
2014.
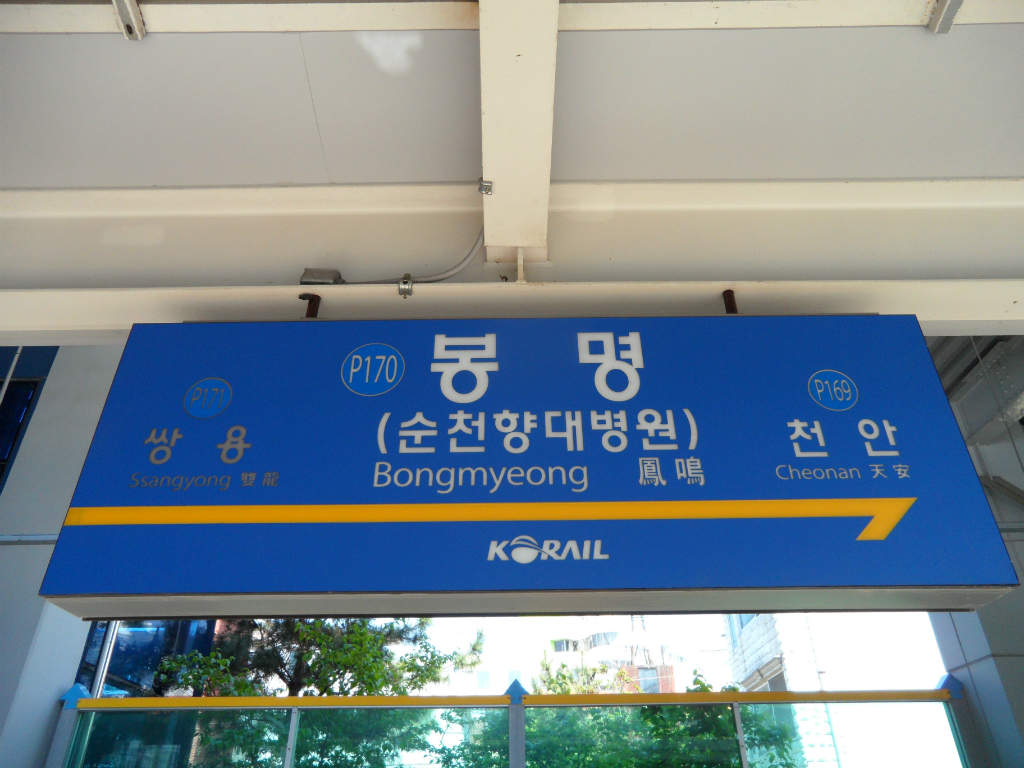
2014
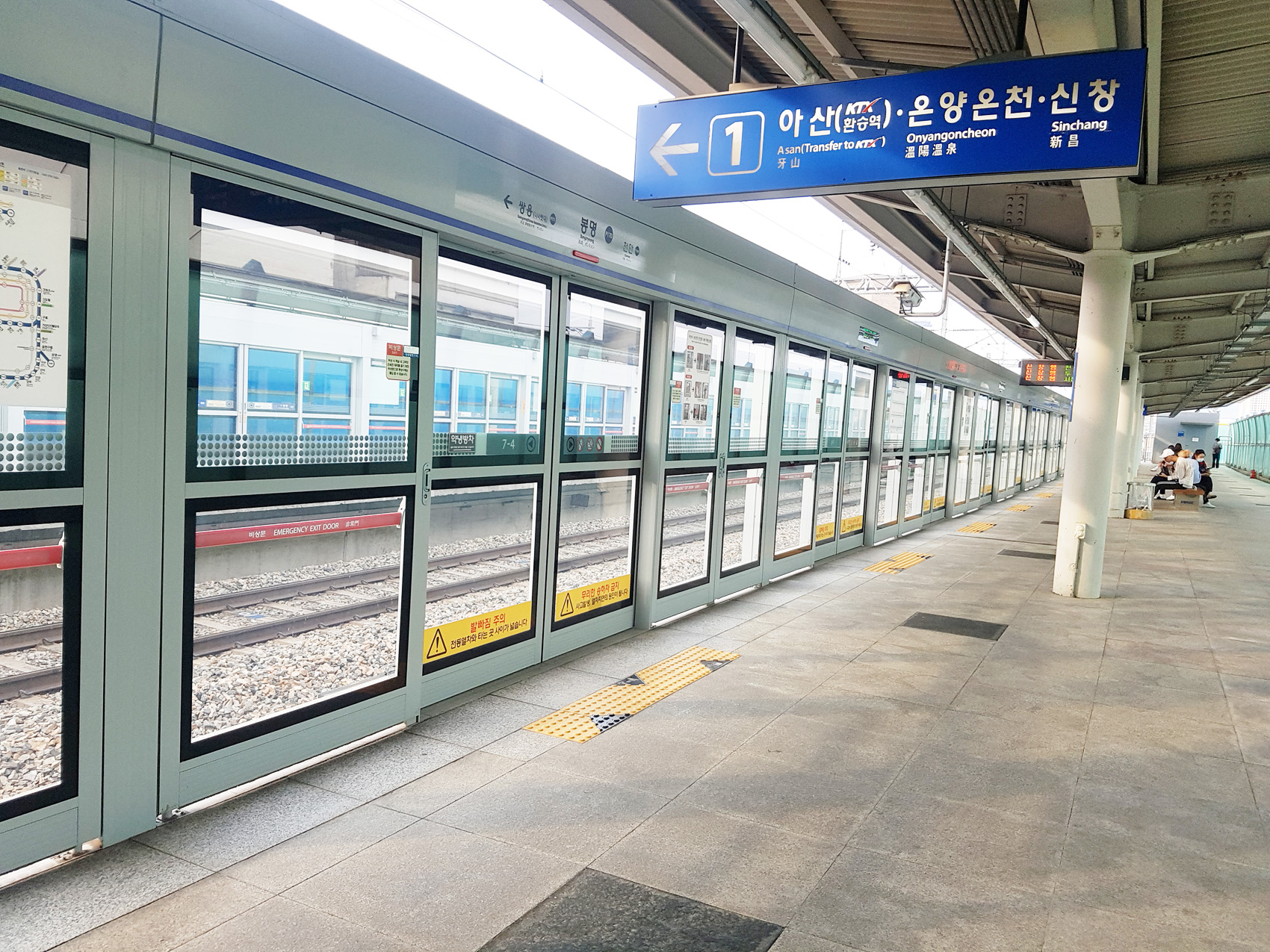
2020.

### Intermodalité
Des arrêts de bus sont situés à proximité des bouches.

## À proximité
Elle dessert notamment l'Hôpital universitaire de Soonchunhyang (en).